# Marianengraben (Film, 2024)
Marianengraben ist ein Spielfilm aus dem Jahr 2024 von Regisseurin und Drehbuchautorin Eileen Byrne mit Luna Wedler und Edgar Selge. Das Drehbuch der Tragikomödie basiert auf dem 2020 veröffentlichten gleichnamigen Roman von Jasmin Schreiber.

## Handlung
Paula trauert um ihren kleinen Bruder Tim, der in Italien im Meer ertrunken ist. Seitdem ist sie von Schuldgefühlen geplagt, ihr Lebenswille ist geschwunden. Einen Hoffnungsschimmer sieht sie, nachdem sie auf den alten Helmut trifft, der die Urne seiner Ex-Frau nach Italien fahren will.
Paula möchte an jenen Strand, an dem ihr Bruder gestorben ist, um sich ihm wieder nahe zu fühlen. Auf der Reise entwickelt sich zwischen Paula und Helmut eine Freundschaft und Paulas Lebensfreude beginnt zurückzukehren.

## Produktion und Hintergrund
Die Dreharbeiten fanden an 33 Drehtagen von September  bis  November 2023 in Südtirol, Tirol und Luxemburg statt. Drehorte war unter anderem Mals, das Schnalstal, der Montiggler See und Mühlwald sowie der Achensee.
Produziert wurde der Film von der luxemburgischen Samsa Film (Produzent Bernard Michaux) in Koproduktion mit der italienischen Albolina Film (Produzent Wilfried Gufler) und der österreichischen Film AG Produktions GmbH (Produzenten Johanna Scherz und Alexander Glehr). Unterstützt wurde die Produktion vom Filmfund Luxemburg, vom Österreichischen Filminstitut, von IDM – South Tyrol und von Tax Credit Italy.
Die Kamera führte Petra Korner, die Musik schrieb Claire Parsons, die Montage verantwortete Barbara Seidler und das Casting Rebekka Abatiello. Den Ton gestaltete Ken Rischard, das Kostümbild Ildiko Okolicsanyi und das Szenenbild Martin Reiter. Als Green Consultant fungierte Erwin Egger. Bei dem Film handelt es sich um den ersten Langspielfilm von Regisseurin und Drehbuchautorin Eileen Byrne, die zuvor unter anderem den Kurzfilm Was bleibt (2019) realisierte.

## Veröffentlichung
Am 3. und 4. Oktober 2024 wurde der Film am Filmfest Hamburg gezeigt.
Der deutsche und österreichische Kinostart war am 7. November 2024.

## Rezeption
Oliver Armknecht vergab auf film-rezensionen.de sieben von zehn Punkten. Der Film gefalle durch das tolle Ensemble und die schönen Settings, sei mal unterhaltsam, dann wieder bewegend. Allerdings neige das Roadmovie in mehrfacher Hinsicht zum Formelhaften.
Markus Tschiedert bewertete den Film auf filmstarts.de mit zwei von fünf Sternen. In der Tragikomödie fänden Schwermut und Leichtigkeit keinen harmonischen Einklang. Die humorvollen Augenblicke des Plots seien längst nicht so gelungen wie die tragischen.
Britta Schmeis (drei von fünf Sterne) meinte auf epd Film, dass Selge und Wedler als ungleiches Paar in einem soliden, metaphernreichen, am Ende aber doch berührenden, tröstlichen Roadmovie über Trauer, Trost, Verlust und Schuld überzeugten.
Valerie Dirk bezeichnete den Film auf DerStandard.at als solide Romanverfilmung. Das mutige, junge deutsche Kino, das man sich nach einem Manifest wie Angst essen Kino auf erwartet hätte, sei es nicht. Im Spielfilmprogramm eines deutschen TV-Senders würde Marianengraben jedenfalls positiv, aber sonst nicht weiter auffallen.